# Municipalità di Northern Areas
La municipalità di Northern Areas è una Local Government Area che si trova in Australia Meridionale. Essa si estende su una superficie di 3.070 chilometri quadrati e ha una popolazione di 4.866 abitanti. La sede del consiglio si trova a Jamestown.